# Xanana Gusmão
Kay Rala Xanana Gusmão, född José Alexandre Gusmão 20 juni 1946 i Manatuto i dåvarande Portugisiska Timor, är en östtimoresisk politiker. Han har varit både president och premiärminister i landet och är partiledare för Nationalkongressen för timoresisk återuppbyggnad.
Gusmão var en av ledarna för frihetsrörelsen Fretilin, som kämpade för Östtimors självständighet från Indonesien och blev 2002 det fria Östtimors förste president. Den 20 maj 2007 efterträddes han av José Ramos Horta. Från 8 augusti 2007 till 16 februari 2015 var han sedan landets premiärminister innan han efterträddes på posten av Rui Maria de Araújo
Den 11 februari 2008 blev Gusmão och Ramos Horta utsatta för två koordinerade attentat. Gusmão klarade sig oskadd, men Ramos Horta blev allvarligt skadad.

## Biografi
Alexandre Gusmão var son till en lärare i staden Manatuto. Efter grundskolan studerade han fyra år vid en jesuitiskt seminarium i bergen söder om huvudstaden Dili. Därefter studerade han några år vid högskolan i Dili. Vid 19 års ålder började han arbeta i den portugisiska kolonialadministrationen och träffade han sin blivande fru, Emilia Baptista. Mellan 1968 och 1971 gjorde han sin värnplikt i den portugisiska armén och blev korpral. Gusmãos Nom de guerre var Xanana efter en amerikansk rockgrupp Sha Na Na.
År 1974 störtades diktaturen i Portugal och den portugisiska guvernören i Östtimor planerade för självständighet för kolonin. Flera partier bildades, UDT planerade för union med Portugal, Fretilin planerade för självständighet och APODET planerade för anslutning till Indonesien. Gusmão blev medlem i Fretilin som leddes av José Ramos-Horta. Den 28 november 1975 utropade Fretilin självständighet för Östtimor.

### Indonesisk Invasion och fångenskap
Den 7 december invaderade Indonesien och Östtimor utsattes för ett terrorvälde. Fretilins ledning flydde upp i bergen och under det närmaste halvåret dödades 200 000 timoreser. Fretilin bildade en militär gren, Falintil som förde ett gerillakrig mot Indonesien. Från 1979 blev Gusmão chef för Falantil.
Under åren som följde blev Gusmão respekterad av Östtimors folk och internationella observatörer – och fruktad av indonesiska militärer. 1992 blev han arresterad i Dili och förd till Indonesien. Han torterades och dömdes till livstids fängelse. En australisk hjälparbetare, Kristy Sword kunde besöka honom och förmedla hemliga rapporter till och från Fretilin. Gusmão började måla och skrev poesi och blev känd som krigarpoeten. 
År 1997 kom Nelson Mandela till Indonesien på statsbesök och begärde att få träffa Gusmão.
1998 tvingades Indonesiens president Suharto avgå och året därpå flyttades Gusmão till husarrest.

### Folkomröstning och självständighet
I augusti 1999 anordnade FN en folkomröstning i Östtimor och en överväldigande majoritet röstade för självständighet. Gusmão fick lämna fängelset i Indonesien och kunde återvända. FN skickade fredsbevarande styrkor till Östtimor och tog över landets administration med Gusmão som rådgivare. 
2002 anordnades det första presidentvalet och Gusmão vann en jordskredsseger. Den 20 maj blev Östtimor officiellt en självständig nation i närvaro FN:s generalsekreterare Kofi Annan och USA:s tidigare president Bill Clinton.

## Priser och utmärkelser
- 1999 – Sacharovpriset för tankefrihet
- 2000 – New Zealand Order of Merit[6]
- 2000 – Gwangju Prize for Human Rights[7]
- 2002 – Europarådets pris North–South Prize